# Daniel Minea
Daniel Minea (Călărași, 26 dicembre 1961) è un ex calciatore rumeno, di ruolo centrocampista.

## Caratteristiche tecniche
Giocava nel ruolo di Mediano.